# Герб Хімок
Місто Хімки Московської області Росії має власну символіку: герб та прапор. Міський герб затверджено 6 січня 1998 року.

## Опис герба
У чорному полі золотий крилатий Кентавр що скаче та тримає у відкритих руках лук і стрілу та супроводжує в коло – навколо нього, крім правого верхнього золоті чотирьохпроменеві зірки. 

## Символіка герба
Кентавр з часів вавилонської та єгипетської культур символізує єдність розуму людини та потужності природних сил, які прагнуть до пізнання невідомого та подолання перешкод. На гербі Хімок крилатий Кентавр – Стрілець скерований вверх в оточенні жовтих зірок символізує освоєння космосу, що відповідає історії народження міста, яке виникло разом з підприємствами авіаційно-космічного комплексу. 
Чорний колір щита відповідає в геральдиці кольору космосу.
Жовтий колір (золото) – це колір сонця, символ розуму, справедливості, багатства та великодушності, знак земної та небесної величі.
Герб спочатку затверджений як герб Хімкінського району, який у 2005 році був перетворений у міський округ Хімки.